# アラジン (ニールセン)

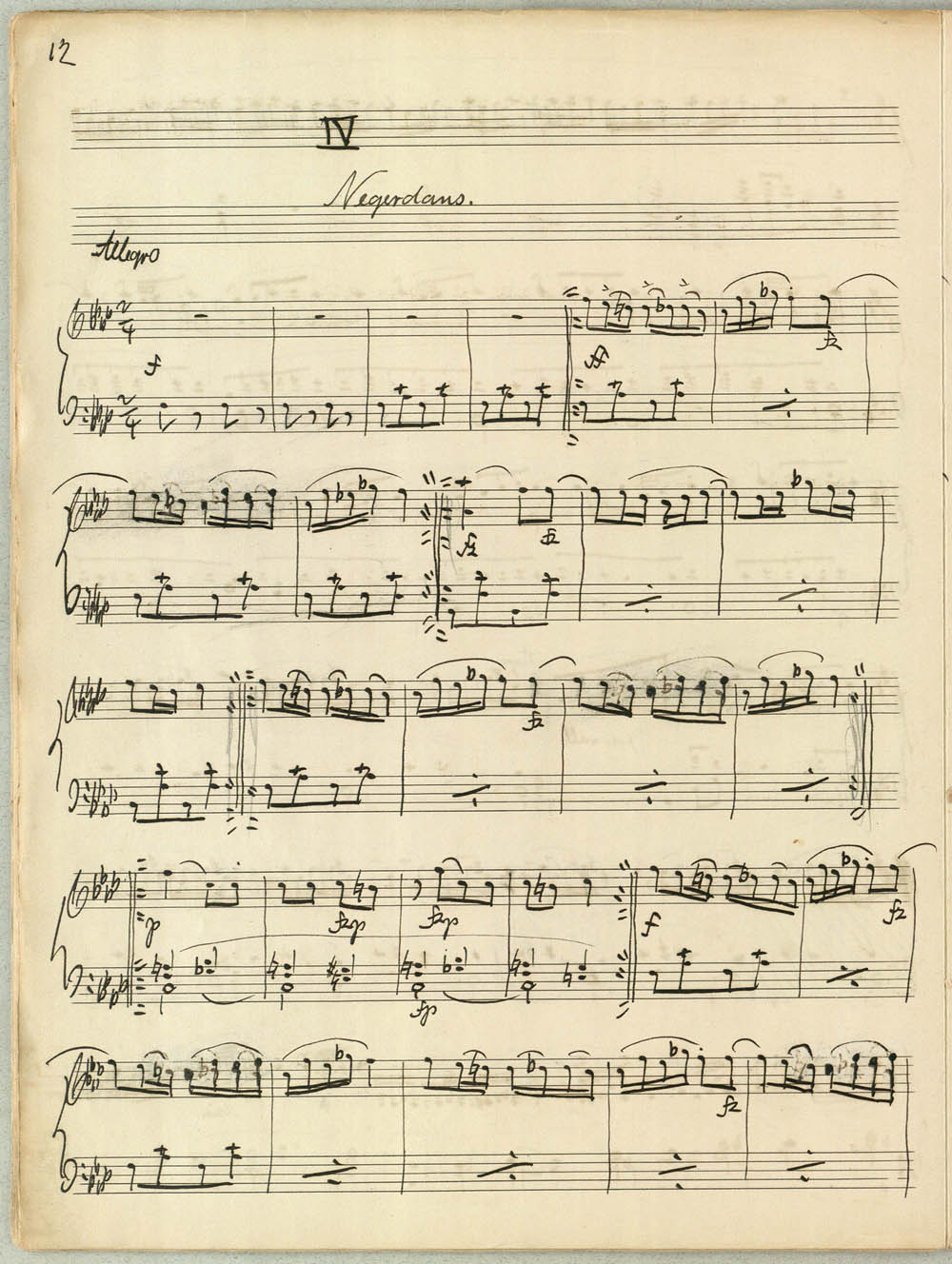
『アラジン』より、「黒人の踊り」のピアノスコア

『アラジン - 5幕のおとぎ話劇』（Aladdin - Dramatisk eventyr i fem akter, 作品番号34, FS 89, CNW 17）は、カール・ニールセンが作曲した劇付随音楽、および7曲の抜粋から成る管弦楽組曲。アダム・エーレンシュレーアー (Adam Gottlob Oehlenschläger) の同名戯曲の上演のためコペンハーゲンの王立劇場の委嘱作品。
作曲期間は1917年初頭から1919年1月（大半が1918年7月以降）。初演はFerdinand Hemme指揮、コペンハーゲンの王立劇場にて1919年2月15日(第1夜)と2月22日(第2夜)。ただし、それ以前の1919年2月6日に、劇に先立って5曲の抜粋が作曲者指揮のコペンハーゲンの音楽協会にて先行初演されている。

## 背景

### エーレンシュレーアーの戯曲アラジン
『千夜一夜物語』の『アラジンと魔法のランプ』に基づく、対話体の韻文によるエーレンシュレーアーの戯曲『アラジン』は、1805年7月に『Poetiske Skrifter』の第2巻に収録される形で出版された。
この戯曲は元々、劇場で実際に上演されることを念頭に置いて書かれた訳では無かったが、発表後はさまざまな形態で上演された。
例えば1839年4月17日には、西ユトランド地方で発生した洪水の被災者支援のためのチャリティーイベントとして、フリードリヒ・クーラウとピーダ・フンク、ニルス・ゲーゼの音楽、及びオーギュスト・ブルノンヴィルの演出によりアラジンの上演が行われている。
また、1888年にはベンヤミーン・フェザスンがエーレンシュレーアーの戯曲に基づいて書いた台本による4幕のオペラが初演された。作曲はクレスチャン・ホアネマンが担当し、その序曲は後に単独で演奏されるようになり、ニールセンも指揮している。
ニールセンが音楽を担当したのは1919年のコペンハーゲンの王立劇場における上演であった。演出家のヨハネス・ポールセンは、戯曲の従来の上演では慣習的にカットされてきた部分を敢えて用い、それらのカットによって目立たなくなっていた主人公と悪役の対立の要素を強調させた。劇は2夜構成の大がかりなものとなり、舞台装置はスヴェン・ゲーゼとトーロルフ・ピーダスン、衣装デザインは著名な挿絵画家であるカイ・ニールセンが手掛けた。

### 作曲の経緯
最初にニールセンが王立劇場からアラジンの作曲を依頼されたのは1917年初頭であった。当初ニールセンはこの仕事を受けることを渋った。かつて1908年から1914年まで勤めた王立劇場の楽長(指揮者)として、また同劇場で初演された『領主オールフは馬を駆り』(1906年)の付随音楽の作曲者として、ニールセンは劇場との面倒な関係に嫌気が差していたからである。
劇場側は説得する手紙を送り続けたが、ニールセンは乗り気で無かった。しかし途中、1917年3月26日の返信では、ニールセンは一つの舞曲の断片を試作しており、その結果に満足している旨が書かれていた。
結局、作曲者が折れて仕事を引き受ける事となり、しばらく作曲は遅々としていたが、1918年の夏にはユトランド半島の北東端に位置するスケーインの別荘にて本格的に筆が進められた。
1918年秋、ニールセンはヨーテボリ交響楽団の指揮者のポストにあったヴィルヘルム・ステーンハンマルが休暇を取るに当たって代役を引き受けたが、その間もスウェーデンのヨーテボリにてアラジンの作曲を続けた。この頃に妻に宛てた手紙の中で作曲者は、納期までの残り時間の不足を訴えている。また9月2日にはステーンハンマルに、思っていたよりも大きな仕事で大変だということや、しばしば装飾的な内容に過ぎない楽句を書き連ねなくてはいけないがこれは自分の得意とする事では無いということを書き送っている。9月11日にステーンハンマルに宛てた手紙では、何群かに分割した小オーケストラで実験した箇所の効果に感銘を受けたことや、民族音楽の安直なまねごとに終わらないように異国風の世界を手探りで進むのには時間を要したが最善を尽くしたことを記している。
上演があと一か月に迫った翌1919年1月15日の時点でも、ニールセンは未だに作曲を続けていた。

### 舞台の初演

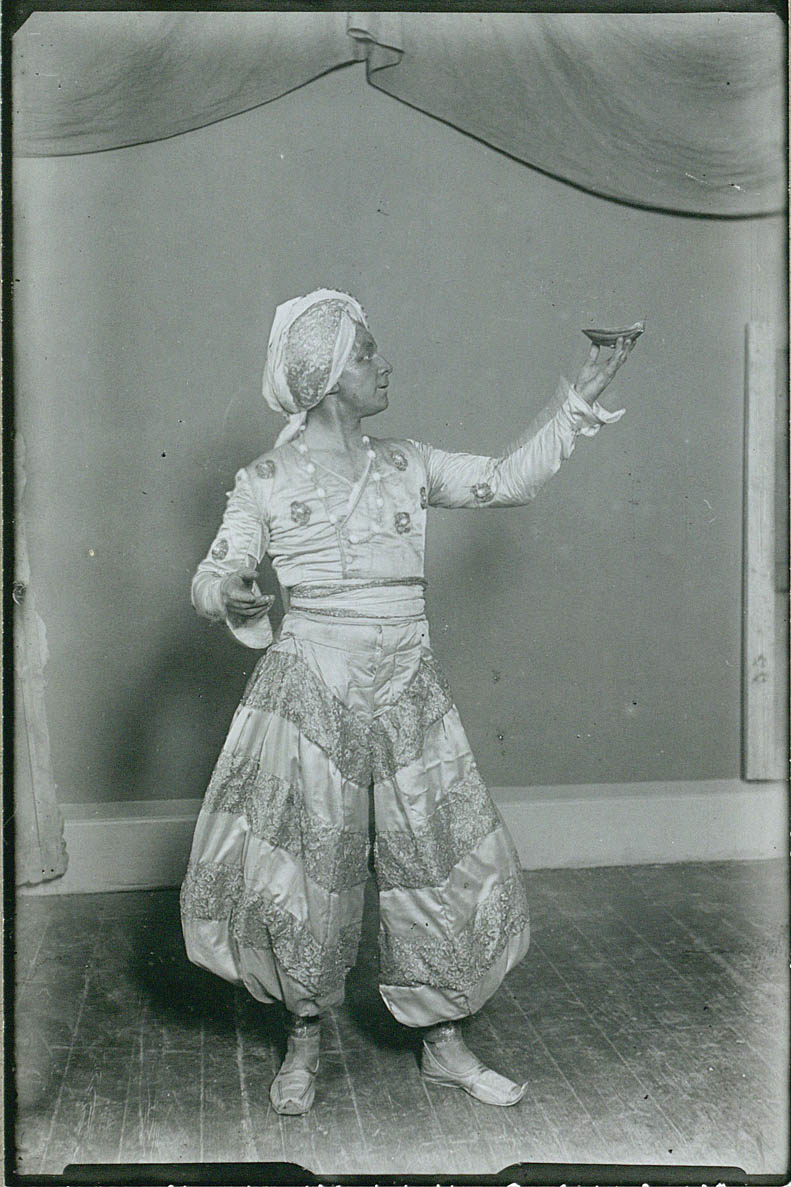
コペンハーゲン王立劇場にて、アラジンを演じるヨハネス・ポールセン

舞台の初演にあたってニールセンは苦い思いをする事となった。まず、演出家のポールセンがステージを拡張するためにオーケストラピットを埋めてしまったため、オーケストラは舞台セットの大きな階段の下に押し込まれる形となってしまい、曲の音量や音響は台無しにされてしまった。加えて、ポールセンは作者に無断で曲を大幅にカットしたり並べ替えたりし、またオーケストラ編成も縮小してしまった。音楽の粗雑な扱いに憤ったニールセンは、芸術的な面での責任を負う事が出来ないとして、公演のポスターやプログラムから自分の名前を消すことを要求した。
劇自体の新聞評は概ね好評であったが、元々のエーレンシュレーアーの戯曲から内容が逸脱している事に懸念を示す批評もあった。23-24万クローネという当時としては破格の予算が投じられ、豪華絢爛な舞台セットが組まれたのにもかかわらず、結果的には1919年の2月から3月に行われた劇場での初演はそれほど成功せず、第1夜と第2夜それぞれ15回程度の上演で打ち切られてしまった。
その後、1929年11月から12月にかけて、この劇はハンブルクでのドイチュ・シャウシュピールハウスにて12回再演されている。なお、この時もニールセンの音楽は大幅にカットされていたことが当時の批評から判明している。

## 音楽
イ調を基調とした劇付随音楽は全5幕31曲、80分以上にも及ぶ。作曲者のスタイルを維持しつつも、やや異国風の音楽となっている。
しかし一方で、以下に示すように、数年後の交響曲第5番に結実する新しいスタイルが模索されている。
- 狭い音域や音程で短いフレーズを反復する手法が用いられている。原始的とも呼べる手法であるし、ヨーロッパ圏外（異国風）の音楽にも関連する手法である。
- 特定の動機や音響効果を脚本のモチーフと関連づけ、付随音楽全体としてのまとまりを維持するにとどまらず、主人公と悪役の対立を強調した。
- 「イスパハンの市場」では4群の独立したオーケストラが異なる調性とテンポの曲を同時に演奏して市場の喧騒を表現するなど、偶然性が実験されている。なお、アラジン以前にもニールセンは奏者のアドリブによる偶然性を取り入れた楽曲を作っている（たとえば交響詩「サガの夢」など）。

## 作曲者による演奏記録
ニールセンはしばしば「アラジン」からの抜粋を指揮し、デンマーク国内外で好評を得る事ができた。ニールセンによる演奏記録の例としては、1919年2月6日にコペンハーゲンの音楽協会 (en:Musikforeningen) にて劇に先立って5曲の抜粋を先行初演したほか、1923年の6月22日、ロンドンのクイーンズ・ホールでの演奏が挙げられる。さらに、1925年11月12日にはニールセンの生誕60年を祝う催しにてコペンハーゲンのコンサート協会 (da:Koncertforeningen) で劇付随音楽のほぼ全曲を振っている。
ニールセンは1931年10月1日にもデンマーク放送交響楽団でアラジンの抜粋を指揮する予定であったが、その日、ニールセンは激しい心臓発作を起こした。それにもかかわらず、病院のベッドの上で彼はラジオから流れる「祝祭行進曲」「ヒンドゥーの踊り」「黒人の踊り」を聴くことができた。その26時間後、ニールセンは逝去した。

## 出版とアラジン組曲
作曲者の死後の1940年、劇付随音楽から第3幕の踊りの場面を中心に、編曲なしで以下の7曲が抜粋され出版された。この抜粋は今日「アラジン組曲」と呼ばれている。このように、ニールセン自身が組曲を編纂したわけではない。なお、1940年の出版譜は、ニールセンの存命中に写譜された7曲の抜粋の総譜に基づいているが、ニールセン自身がこの写譜を用いて演奏した形跡は見つかっていない。
ただし、ニールセンはこのような劇付随音楽からの抜粋を好んで演奏した。
演奏会用組曲として演奏される際は、「イスパハンの市場」と「黒人の踊り」の合唱パートは普通は省略される。なお、劇の舞台に連動したタイミングで歌う意図で、「イスパハンの市場」の合唱パートにはアドリブと表記されている。
1. 祝祭行進曲 (Orientalsk Festmarch)
2. アラディンの夢と朝霧の踊り (Aladdins Drøm og Morgentaagernes Dans)
3. ヒンズーの踊り (Hindu Dans)
4. 中国の踊り (Kineserdans)
5. イスパハンの市場 (Torvet i Ispahan)
6. 囚人の踊り (Fangernes Dans)
7. 黒人の踊り (Negerdans)

なお、1940年以前にも以下のような抜粋・編曲がある。
- 1919年には劇中の3曲の歌曲が、作曲者自身の手によってピアノと独唱のために編曲され、出版された[2]。
- 6曲からなるピアノと混声合唱のための編曲がニールセン自身の手によって行われた[1]。
- 1926年には4曲が、1937年にはそれに1曲を追加した5曲が、室内オーケストラ編成に編曲された出版された。編曲はニールセンによるものではない。1937年版の5曲の曲目と曲順は、1940年版の組曲から「イスパハンの市場」と「囚人の踊り」を差し引いたものと同じである[5]。

## 編成
フルート3（ピッコロ2持替）、オーボエ2、コーラングレ、クラリネット2、ファゴット2、ホルン4、トランペット2、テナートロンボーン2、バストロンボーン1、チューバ、ティンパニ、タンバリン、小太鼓（組曲版は1台、全曲版では4台）、トライアングル、大太鼓、シンバル、カスタネット、シロフォン、グロッケンシュピール（全曲版のみ）、チェレスタ、オルガン（全曲版のみ）、ハープ（全曲版のみ）、弦五部、混声合唱(全曲版のみ)、独唱(全曲版のみ)
配役
Ringens Aand; Lampens Aand; Aladdin; Nureddin; Første Bjergpige; Anden Bjergpige; Morgiane; Gulnare; Soliman; Hinbad; Spøgelset; Sindbad; Fatime 